# Arantxa Urretabizkaia
Arantxa Urretabizkaia Bejarano (1. julij 1947) je baskovska pisateljica, scenaristka in igralka. Rodila se je v Donostii/San Sebastiánu, kjer je preživela tudi otroštvo. Študirala je na Univerzi v Barceloni, kjer je leta 1975 diplomirala iz zgodovine. Je članica Akademije za baskovski jezik. Delala je kot novinarka pri Euskal Telebista in v različnih časopisih in medijih. Pisati je začela v skupini avtorjev Lur (Zemlja), katere člani so bili še drugi pomembni baskovski avtorji (Ramón Saizarbitoria, Ibon Sarasola, Rikardo Arregi) . Poročena je z igralcem Xabierjem Elorriago, s katerim imata sina. Leta 1972 je začela objavljati poezijo z obsežnim prvencem San Pedro bezperaren ondokoak, ki je vključena v antologijo Poetas Vascos (1990).
Napisala je več romanov Njeno prelomno besedilo je kratek roman Zergaitik Pampox? (Zakaj,Pampox?, 1979), zaradi katerega je postala ena vodilnih v baskovski povojni prozi. Je prejemnica številnih nagrad.
DELO
V slovenščino je prevedeno njeno delo Rdeči zvezek (Prevod: Barbara Pregelj, COBISS.SI-ID - 294131456)
 Zergatik panpox (Zakaj, Pampox?) (1979)
 Aspaldian espero zaitudalako ez nago sekula bakarrik (1983)
 Saturno  (1987)
 Aurten aldatuko da nire bizitza (1992)
 Koaderno gorria (Rdeči zvezek) (1998)
 3 Mariak (2010)
 Zuri-beltzeko argazkiak  (2014)
POEZIJA
 San Pedro bezperaren ondokoak (1972)
 Maitasun magalean (1982)
 XX. mendeko poesia kaierak - Arantxa Urretabizkaia (2000)
VIRI
1. https://eu.wikipedia.org/wiki/Arantxa_Urretabizkaia
2. https://es.wikipedia.org/wiki/Arantxa_Urretabizkaia
3. https://bilbozaharra.eus/es/forum-y-lectura/lecturas-de-
clasicos/zergatik_panpox/arantxa-urretabizkaia-biografia/
4. https://www.biografiasyvidas.com/biografia/u/urretabizkaia.htm
5. https://plus.si.cobiss.net/opac7/bib/search